# Chinua Achebe
Chinua Achebe (Ogidi, 16 de novembro de 1930 – Boston, 21 de março de 2013) foi um romancista, poeta, crítico literário e um dos autores africanos mais conhecidos do século XX. Achebe escreveu cerca de 30 livros (romance, contos, ensaio e poesia), alguns dos quais retrataram a depreciação que o Ocidente faz sobre a cultura e a civilização africanas, bem como os efeitos da colonização do continente pelos europeus, mas também escreveu obras abertamente críticas à política nigeriana.

## Biografia
Albert Chinualumogu Achebe nasceu em Ogidi no início da década de 1930, 30 anos antes da Nigéria se libertar do domínio colonial britânico. Fez seus estudos básicos em um colégio missionário e, embora educado na cultura ocidental, também foi criado na cultura tradicional ibo, seu grupo étnico, no sudeste da Nigéria. Quando chegou a universidade, ele renegou o seu nome britânico, Albert, para assumir o seu nome ibo: Chinualumogu (Chinua abreviado).
Sua obra mais conhecida é O Mundo se Despedaça (em inglês: Things Fall Apart), publicada em 1958, quando ele tinha 28 anos, e que foi traduzida para mais de cinquenta línguas. O romance tratava de considerações a respeito dos conflitos entre o governo colonial britânico e a cultura ibo. Outros destaque da sua carreira literária foram A paz dura pouco, A flecha de Deus e A educação de uma criança sob o protetorado britânico. Ele foi um crítico da maneira como os autores estrangeiros retratavam a África, especialmente no livro O Coração das Trevas, de Joseph Conrad.
O escritor deixou sua pátria várias vezes para trabalhar como professor nos Estados Unidos e passou a morar definitivamente nesse país em 1990, após sofrer um acidente de carro que o deixou com problemas motores. Ainda assim, lecionava na Universidade de Brown. Mesmo sendo muito respeitado na Nigéria, tanto pela sua obra literária quanto também pelas suas tomadas de posição, Achebe criticava frequentemente os dirigentes nigerianos, pela corrupção e má administração do país, tendo recusado por duas vezes ser condecorado pelas autoridades locais.
Em 2007, foi galardoado com o prestigioso Prémio Internacional Man Booker. Em 2012, ele lançou o livro There was a Country: a Pessoal History of Biafra, onde relembrou suas vivências na época do conflito em Biafra e o governo central da Nigéria, quando Achebe desempenhou funções diplomáticas e fez parte do Ministério de Informação de Biafra até o fim da guerra.
Achebe morreu em Boston, aos 82 anos, em 22 de março de 2013.

## Obras
Romances
- O mundo se despedaça - no original Things Fall Apart (1958)
- A paz dura pouco - no original No Longer at Ease (1960)
- A flecha de Deus - no original Arrow of God (1964)
- Um Homem Popular - no original A Man of the People (1966)
- Anthills of the Savannah (1987)

Contos
- Marriage Is A Private Affair (1952)
- Dead Men's Path (1953)
- The Sacrificial Egg and Other Stories (1953)
- Civil Peace (1971)
- Girls at War and Other Stories (including "Vengeful Creditor") (1973)
- African Short Stories (editor, with C.L. Innes) (1985)
- The Heinemann Book of Contemporary African Short Stories (editor, with C. L. Innes) (1992)
- The Voter

Poesia
- Beware, Soul-Brother, and Other Poems (1971) (publicado nos EUA como Christmas at Biafra, and Other Poems, 1973)
- Don't Let Him Die: An Anthology of Memorial Poems for Christopher Okigbo (editor, com Dubem Okafor) (1978)
- Another Africa (1998)
- Collected Poems Carcanet Press (2005)
- Refugee Mother And Child
- Vultures

Ensaios, crítica, não-ficção e comentário político
- The Novelist as Teacher (1965) - também em Hopes and Impediments
- An Image of Africa: Racism in Conrad's "Heart of Darkness" (1975) - também em Hopes and Impediments
- Morning Yet on Creation Day (1975)
- The Trouble With Nigeria (1984)
- Hopes and Impediments (1988)
- Home and Exile (2000)
- A educação de uma criança sob o protetorado britânico - no original The Education of a British-Protected Child (6 de Outubro de 2009)
- There Was A Country: A Personal History of Biafra (11 de Outubro de 2012)

Children's books
- Chike and the River (1966)
- As garras do leopardo - no original How the Leopard Got His Claws (com John Iroaganachi) (1972)
- The Flute (1975)
- The Drum (1978)